# Artur Pollak
Artur Engelbert Pollak (ur. 1 kwietnia 1896 w Boryniczach, zm. 21 kwietnia 1962 w Łodzi) – podpułkownik piechoty Wojska Polskiego, działacz niepodległościowy, kawaler Orderu Virtuti Militari.

## Życiorys
Urodził się 1 kwietnia 1896 w Boryniczach, w ówczesnym powiecie bóbreckim Królestwa Galicji i Lodomerii, w rodzinie Rajmunda, asystenta tamtejszej c. k. Dyrekcji Kolei Państwowych i Marii z Jadamusów. W 1903 rozpoczął naukę w szkole powszechnej w Stanisławowie, a od 1907 kontynuował ją w Wojskowej Szkole Realnej Niższej w Fischau koło Wiednia. W 1911 wstąpił do Szkoły Kadetów Piechoty we Lwowie. 27 czerwca 1914 został przyjęty do Terezjańskiej Akademii Wojskowej w Wiener Neustadt.
W czasie I wojny światowej walczył w szeregach cesarskiej i królewskiej Armii. Jego oddziałem macierzystym był c. i k. Pułk Piechoty Nr 55. Na stopień podporucznika został mianowany ze starszeństwem z 25 sierpnia 1915, a na stopień porucznika ze starszeństwem z 1 maja 1917 w korpusie oficerów piechoty. Od 15 października 1914 dowodził kompania strzelecką. 9 lutego 1915 w Karpatach został lekko ranny, a 9 maja tego roku pod Sanokiem ciężko ranny. Od 5 maja 1917 na froncie włoskim dowodził kompanią szturmową i krótko batalionem szturmowym. Należał do tajnej organizacji „Wolność”.
7 lipca 1919 został przyjęty do Wojska Polskiego z byłej armii austro-węgierskiej, z zatwierdzeniem posiadanego stopnia porucznika ze starszeństwem z 1 maja 1917 i przydzielony do 12 Pułku Piechoty. W jego szeregach walczył na wojnie z bolszewikami. 19 sierpnia 1920 został zatwierdzony z dniem 1 kwietnia 1920 w stopniu kapitana, w piechocie, w grupie oficerów byłej armii austro-węgierskiej.
Latem 1921 został przeniesiony do 17 Pułku Piechoty w Rzeszowie i przydzielony do Dowództwa Obozu Internowanych Nr 1 w Krakowie-Dąbiu. 3 maja 1922 został zweryfikowany w stopniu kapitana ze starszeństwem z 1 czerwca 1919 i 468. lokatą w korpusie oficerów piechoty. W lipcu tego roku został przeniesiony do 48 Pułku Piechoty Strzelców Kresowych w Stanisławowie na stanowisko pełniącego obowiązki dowódcy II batalionu. W 1922 zdał maturę w Państwowym Gimnazjum w Stanisławowie. 1 grudnia 1924 został mianowany majorem ze starszeństwem z 15 sierpnia 1924 i 138. lokatą w korpusie oficerów piechoty. W maju 1927 został przeniesiony do 33 Pułku Piechoty w Łomży na stanowisko kwatermistrza. W lipcu 1929 został przesunięty na stanowisko dowódcy batalionu, a w czerwcu 1934 na stanowisko obwodowego komendanta Przysposobienia Wojskowego. W sierpniu 1935 został przeniesiony do 6 Pułku Strzelców Podhalańskich w Samborze na stanowisko kwatermistrza. Na stopień podpułkownika został mianowany ze starszeństwem z 19 marca 1937 i 3. lokatą w korpusie oficerów piechoty. W tym samym roku został przeniesiony do 13 Pułku Piechoty w Pułtusku na stanowisko zastępcy dowódcy pułku. Ukończył kurs dowódców pułków w Centrum Wyszkolenia Piechoty w Rembertowie. Latem 1939 został przeniesiony na takie samo stanowisko w 27 Pułku Piechoty w Częstochowie. Następnie objął dowództwo nad batalionami 146 Pułku Piechoty, mobilizowanymi w Piotrkowie.
30 maja 1945 wrócił do Polski, a 5 czerwca tego roku zarejestrował w Rejonowej Komendzie Uzupełnień Kraków Powiat. Zmarł 21 kwietnia 1962 w Łodzi i został pochowany na cmentarzu Doły (kwatera XXXII, rząd 18, grób 22).
Był żonaty z Elżbietą z Geislerów (1899–1973), z którą miał córkę Janinę Marię (1926–2006), zamężną Kozielewicz.

## Ordery i odznaczenia
- Krzyż Srebrny Orderu Wojskowego Virtuti Militari nr 609[34][35]
- Krzyż Walecznych czterokrotnie[11][36]
- Złoty Krzyż Zasługi – 19 marca 1937 „za zasługi w służbie wojskowej”[37][38]
- Medal Niepodległości – 2 sierpnia 1931 „za pracę w dziele odzyskania niepodległości”[39][40]
- Medal Pamiątkowy za Wojnę 1918–1921[10][41]
- Medal Dziesięciolecia Odzyskanej Niepodległości[10][41]
- Srebrny Medal za Długoletnią Służbę[41]
- Brązowy Medal za Długoletnią Służbę[41]

austriackie
- Krzyż Zasługi Wojskowej 3 klasy z dekoracją wojenną i mieczami[42]
- Brązowy Medal Zasługi Wojskowej z mieczami na wstążce Krzyża Zasługi Wojskowej[42]
- Krzyż Wojskowy Karola[42]